# Daniel Michel
Daniel Michel (nascido em 18 de agosto de 1995) é um jogador de bocha paralímpico australiano. Competiu nos Jogos Paralímpicos de Verão de 2016 no Rio de Janeiro, representando seu país, Austrália, na categoria individual misto BC3.

## Detalhes
Michel nasceu no dia 18 de agosto de 1995, no subúrbio de Maroubra, a leste de Sydney, no estado da Nova Gales do Sul, antes de sua família se mudar para o condado de Sutherland no início da década de 2000. Nasceu com atrofia muscular espinhal, o que significa que ele tem o mínimo movimento e força por todo o corpo. Estudou na Escola de Ensino Médio Heathcote e se formou em 2013.